# Петшвалд (Поморське воєводство)
Петшвалд (пол. Pietrzwałd, нім. Peterswalde) — село в Польщі, у гміні Штум Штумського повіту Поморського воєводства.
Населення — 141 особа (2011).
У 1975-1998 роках село належало до Ельблонзького воєводства.

## Демографія
Демографічна структура станом на 31 березня 2011 року:
|          | Загалом | Допрацездатний вік | Працездатний вік | Постпрацездатний вік |
| -------- | ------- | ------------------ | ---------------- | -------------------- |
| Чоловіки | 67      | 21                 | 44               | 2                    |
| Жінки    | 74      | 17                 | 43               | 14                   |
| Разом    | 141     | 38                 | 87               | 16                   |